# Свободные экономические зоны Азербайджана
Свободные экономические зоны Азербайджана — действующие на территории Азербайджана промышленные парки, промышленных кварталы, агропарки со специальным экономическим статусом.

## Промышленные парки
Промышленные парки — это территории с необходимой инфраструктурой и структурами управления для предпринимательской деятельности, используемые с целью производства конкурентоспособных товаров и услуг за счет применения современных технологий, которые способствуют эффективной работе и развитию предпринимателей.
Инфраструктура парков, в том числе строительство производственных зданий, офисов, прокладка линий электропередачи, газа, воды, связи, создаётся государством.
Резиденты промышленных парков сроком на 10 лет с даты их регистрации освобождаются от налогов на имущество, землю, налога на прибыль, а также от НДС и таможенных пошлин на ввозимую для производственных целей технику и технологические оборудования. Промышленные парки обеспечиваются инфраструктурой за счёт государственных средств.  
На территории Азербайджана действуют следующие промышленные парки:
1. Сумгаитский химический промышленный парк
2. Мингячевирский промышленный парк
3. Гарадагский промышленный парк
4. Пираллахинский промышленный парк
5. Агдамский промышленный парк
6. Промышленный парк «Экономическая зона Аразской долины»

### Сумгаитский химический промышленный парк
Сумгаитский химический промышленный парк создан 21 декабря 2011 года. Строительство парка было начато 3 октября 2013 года. Парк расположен в городе Сумгаит. Территория парка составляет 508,14 га.
На территории парка действуют предприятия по производству и переработке конкурентоспособной продукции (работ, услуг) в нефтехимической и других приоритетных отраслях.
В промышленном парке действуют 24 резидента: ООО «Azertexnolayn», ООО «SOCAR Polimer»  ЗАО «AzerFloat», ООО «Baku Non Ferrous and Foundry Company», ООО «SIKA», ООО «MST Engineering Services», ООО «Аqrokimya Azerbaycan», ООО «Alco», ООО «STDC», ОАО «Азерхалча», ООО «СТП», ЗАО «Tabaterra», SOCAR Karbamid zavodu, ООО «Sumplast», ЗАО «Labdisc Аzerbaycan», ООО «Nexus Labs», ООО «Archi Glass», ООО «Galenka Аzerbaycan», ЗАО «Universal Packing Industry», ООО «Azmonbat», ООО «Bakı tekstil fabriki», ЗАО «Glassica», ООО «Azersulfat», ООО «Novus Plastica».
25 октября 2015 года состоялась церемония открытия завода технического оборудования ООО «Азертехнолайн» и завода полиэтилена высокой плотности компании ООО «SOCAR Polymer». 15 декабря 2017 года состоялись торжественные церемонии закладки фундамента 3-х предприятий и открытия 4-х предприятий. 18 июля 2018 года был открыт завод по производству полипропилена ООО «SOCAR Polimer». 16 ноября 2018 года были открыты завод ферросплавов, фабрика по производству сигарет и завод строительной химии. 16 января 2019 года был открыт завод по производству карбамида, а 18 февраля 2019 года был открыт завод по производству полиэтилена высокой плотности ООО «SOCAR Polimer», расположенный в Парке. 6 апреля 2020 года в Парке было открыто предприятие по производству медицинских масок ООО «Baki tekstil fabriki».

### Пираллахинский промышленный парк
Пираллахинский промышленный парк создан 14 сентября 2016 года. Парк занимает площадь 30 гектар. На август 2025 года в парке действуют 7 резидентов, осуществляющих производство фармацевтической и гигиенической продукции, в том числе ООО «Р-Фарм», ООО «Diamed Co.», ООО «IFFA», ООО «Absheron Saffron Ltd».
16 мая 2019 года состоялось открытие завода по производству шприцев ООО «Diamed Со». 
В декабре 2023 года турецким фармацевтическим холдингом начато строительство предприятия мощностью 50 млн упаковок в год. Размер инвестиций составит 59,3 млн манат.
На август 2025 года в парке произведено продукции на сумму 70 миллионов манат.

#### ООО «Р-Фарм»
9 декабря 2019 года в промышленном парке было открыто совместное азербайджано-российское предприятие ООО «Р-Фарм», специализирующееся в производстве лекарств. Площадь завода предприятия составляет 4,6 гектар. Производственная мощность — 250 млн единиц продукции в год. 
В 2021 году «Р-Фарм» ввёл в эксплуатацию завод, на котором по соглашению с международной фармакологической компанией «Servier» производится препарат для лечения сахарного диабета «диабетон». Завод планируется выпускать более 1 млн упаковок медикаментов в год. 
Ведётся локализация производства инсулина ООО «Герофарм». Планируется выпускать аналоговые (гларгин, аспарт) и генно-инженерные препараты, содержащие инсулин. Планируется осуществление вторичной упаковки трёх видов инсулина: РинГлар (инсулин гларгин), РинФаст (инсулин аспарт), РинФаст Микс (инсулин аспарт двухфазный).
Осуществляется создание центра биотехнологических разработок.

### Мингечевирский промышленный парк
Мингечевирский промышленный парк создан 26 февраля 2015 года. Парк заложен 21 сентября 2016 года. Территория парка, расположенного в городе Мингечевир, составляет 26 га. Парк специализируется на лёгкой и текстильной промышленности.
На ноябрь 2024 года в парке действует 1 резидент — ООО «Mingaçevir Tekstil», осуществляющий производство пряжи.
27 февраля 2018 года в парке были открыты два предприятия по производству пряжи ООО «Mingaçevir Tekstil».
За январь — сентябрь 2024 года в парке произведено продукции на 40,73 миллиона манат. Из них экспортировано продукции на 33,33 млн манат (более 81 %).
Всего с начала деятельности по ноябрь 2024 года в парке произведено продукции на 313 млн манат. Из них экспортировано продукции на 267 млн манат.
Продукция экспортируется в Турцию, Россию.

### Гарадагский промышленный парк
Гарадагский промышленный парк был создан 3 июня 2015 года. Территория парка, расположенного на 25-м километре автомобильной дороги Баку — Астара в Гарадагском районе города Баку, составляет 72 га. Направление деятельности парка — производство и ремонт средне и крупно-тоннажных судов и оборудования.
В парке 1 резидент — ООО «Бакинский Судостроительный Завод».
20 сентября 2013 года в Гарадагском районе Баку была открыта верфь. 26 августа 2015 года предприятию был присвоен статус резидента Гарадагского промышленного парка.

### Экономическая зона Аразской долины
Промышленный парк создан 4 октября 2021 года. Парк расположен в Джебраильском районе на территории Восточно-Зангезурского экономического района. Занимает территорию в 200 гектар.
Территория парка будет разделена на зону переработки сельскохозяйственной продукции, промышленные и социально-технические зоны.
На июль 2024 года в парке действуют 11 резидентов и 2 нерезидента. В парк инвестировано более 14 млн манат.
Резиденты:
| # | Название             | Вид деятельности                                                   | Дата регистрации |
| - | -------------------- | ------------------------------------------------------------------ | ---------------- |
| 1 | ООО «Bosco shoes»    | Производство обуви                                                 | 1 марта 2024     |
| 2 | ООО «Karabakh Stone» | Производство плит тамет                                            | 18 июля 2024     |
| 3 | «Dominari» (Литва)   | Мебельный кластер                                                  |                  |
| 4 | ООО «Престиж-Кимья»  | Производство дезинфицирующих, жидких моющих и отбеливающих средств |                  |

3 октября 2024 года в парке на территории 10 гектар начато строительство мебельного кластера литовской компании «Dominari», включающего в себя завод по выпуску поролонового материала, ткацкую фабрику. Инвестиционная стоимость предприятия — 50 млн манат. Компанией планируется производить 6 тыс. тонн эластичного полиуретана, 250 тыс. единиц мебели, 1 млн единиц чехлов и покрывал для матрасов, диванов и кроватей, 200 тыс. матрасов, 5,5 тыс. м3 комплектующих для мебели.
3 октября 2024 года на территории 3,5 гектар также начато строительство завода ООО «Karabakh Stone» по производству декоративного камня (таметных плит) и тротуарных бордюров. Производственная мощность предприятия — 1 млн 250 тыс. м2 изделий. Объём инвестиций составляет 7,8 млн манат.
3 октября 2024 года на территории 2,15 гектар начато строительство завода по производству дезинфицирующих, жидких моющих и отбеливающих средств ООО «Престиж-Кимья». Производственная мощность предприятия — 30 тыс. тонн средств в год. Объём инвестиций — 5,8 млн манат.
В районе, в котором расположен парк, осуществляется прокладка магистральных железнодорожных и автомобильных дорог.

### Агдамский промышленный парк
Создан 28 мая 2021 года. Строительство парка начато также 28 мая 2021 года. Парк расположен в Агдамском районе. Территория парка составляет 190 гектар. 
Является вторым по числу резидентов промышленным парком Азербайджана. На июнь 2025 года в парке зарегистрировано 28 резидентов и 4 нерезидента. 9 предприятий осуществляют деятельность. Ведётся организация деятельности остальных предприятий. 
Парк обеспечивается субартезианской скважиной. 
Направлениями деятельности предприятий промышленного парка являются производство строительных материалов, расфасовка сельскохозяйственной продукции, выпуск плодоовощных консервов, мясной и молочной продукции, производство и переработка кормов, удобрений, а также организация сфер обслуживания, холодильных камер.
На территории парка расположены крупные промышленные предприятия, социально-технические зоны, TIR-парк, база продажи строительных материалов.
Объем инвестиций в создание парка планируется в размере более 175 млн манат. На июнь 2025 года предпринимателями вложено 115 млн манат инвестиций.
Резиденты:
| #  | Название                 | Вид деятельности | Дата регистрации |
| -- | ------------------------ | --- | ---------------- |
| 1  | ООО «Smartpoint»         | Производство осветительных опор и оборудования                                                                                       |                  |
| 2  | ООО «Дадаш-N»            | Производство синтетических ковров |                  |
| 3  | ООО «Agdam Sud»          | Производство молочных изделий |                  |
| 4  | «Eos Group»              | Производство газобетонных блоков |                  |
| 5  | ООО «AS Istehsal»        | Производство строительных материалов                                                                                                 |                  |
| 6  | ООО «Агдаг»              | Производство известняка и перлита | 4 марта 2024     |
| 7  | ООО «Construction»       | Производство металлических электрических опор для передачи электроэнергии высокого напряжения)                                       | 11 июля 2024     |
| 8  | ООО «LEDLINE»            | Производство светодиодных фонарей)                                                                                                   | 16 августа 2024  |
| 9  | ООО «BAFCO Invest»       | Производство защитной обуви и полиуретановых сапог                                                                                   | март 2023        |
| 10 | ООО «Eel Electric»       | Производство оборудования среднего и низкого напряжения, моноблочных бетонных подстанций и зарядного оборудования для электромобилей | ноябрь 2022      |
| 11 | ООО «Rail Trans Service» | Производство оборудования связи и сигнализации, систем микропроцессорной централизации                                               | октябрь 2022     |
| 12 | ООО «Mister Decor»       | Производство обоев | октябрь 2022     |
| 13 | ООО «Metkons»            | Производство вентиляционного, противопожарного оборудования и металлических изделий                                                  | апрель 2022      |
| 14 | ООО «Prof-Dam»           | Производство кровельных покрытий | апрель 2022      |

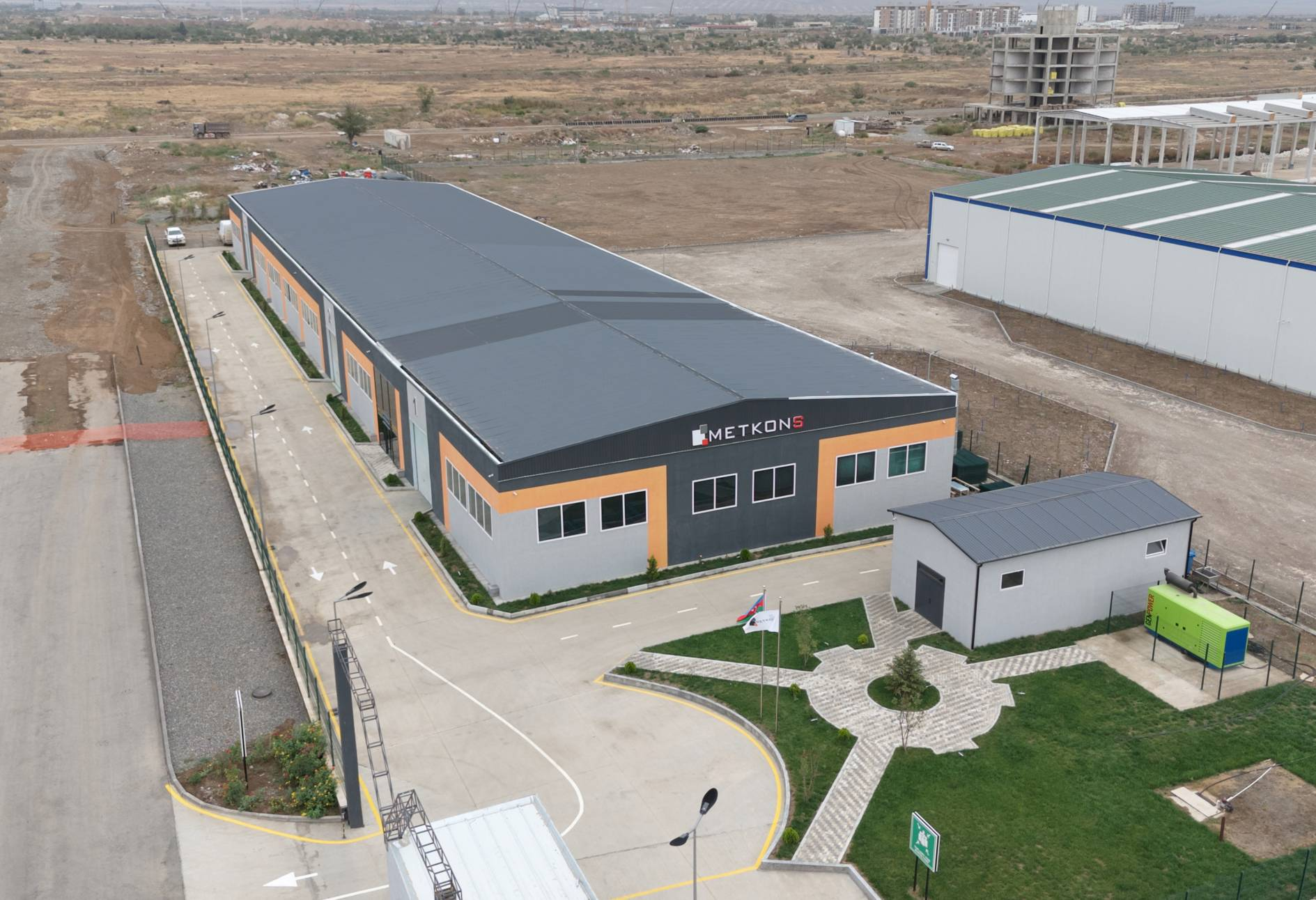
Агдамский промышленный парк Сентябрь 2024

19 сентября 2024 года открыт завод по производству обуви различного назначения ООО «BAFCO Invest». Предприятие расположено на территории 2,5 гектар. Завод будет производить ботинки различного назначения, защитную обувь с металлическим носком и подошвой, предназначенную для использования в строительстве. Мощность завода составляет 510 тысяч пар обуви в год. Из них 350 тысяч пар — защитная обувь, 160 тысяч пар — полиуретановые ботинки. На заводе установлено оборудование немецкой компании «Desma». В декабре 2024 года компания получила сертификаты соответствия международным стандартам EN ISO 20345:2022 и EN ISO 20347:2022 в области производства обуви. Сертификаты позволяют экспортировать продукцию в Европу.

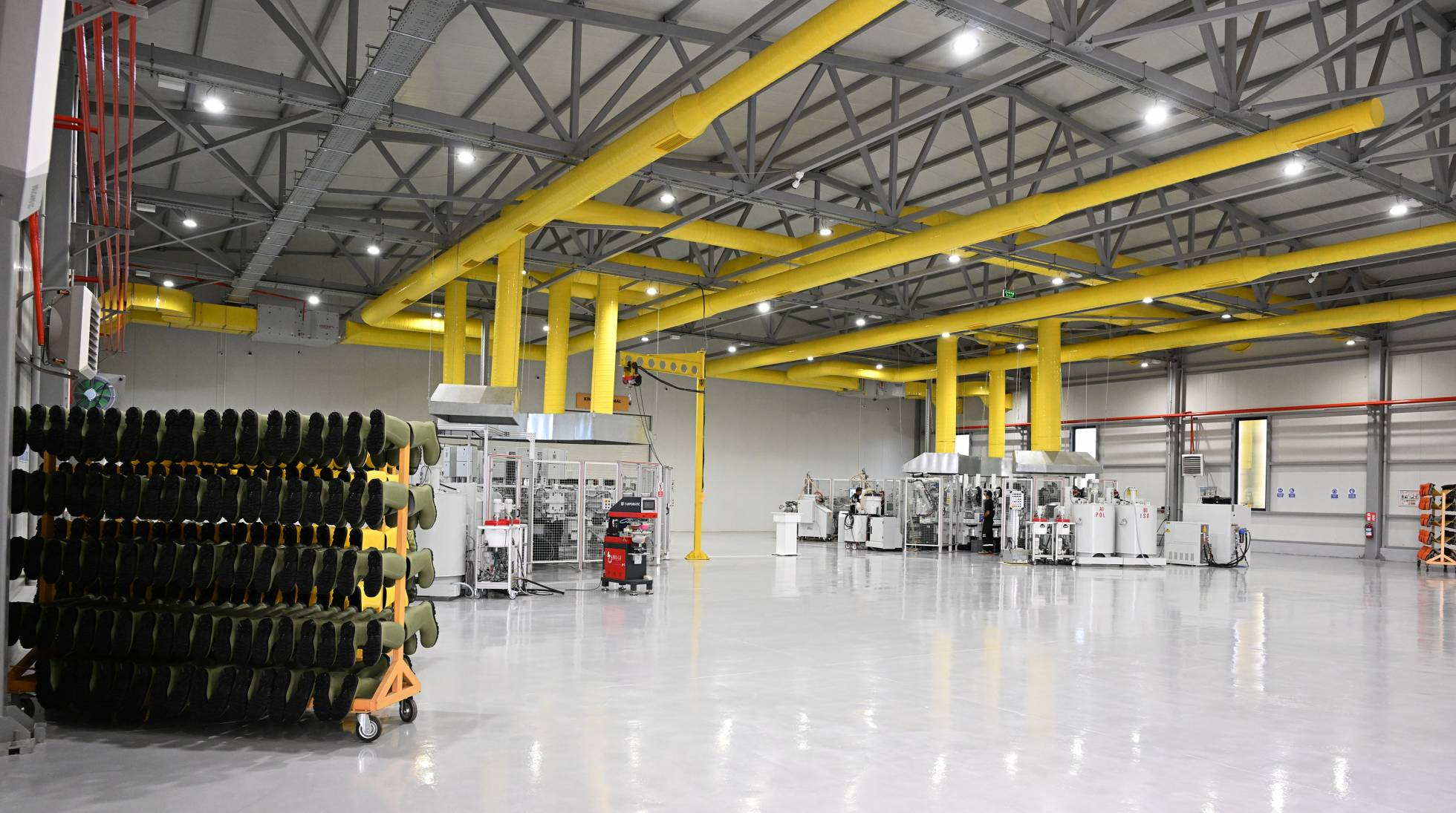
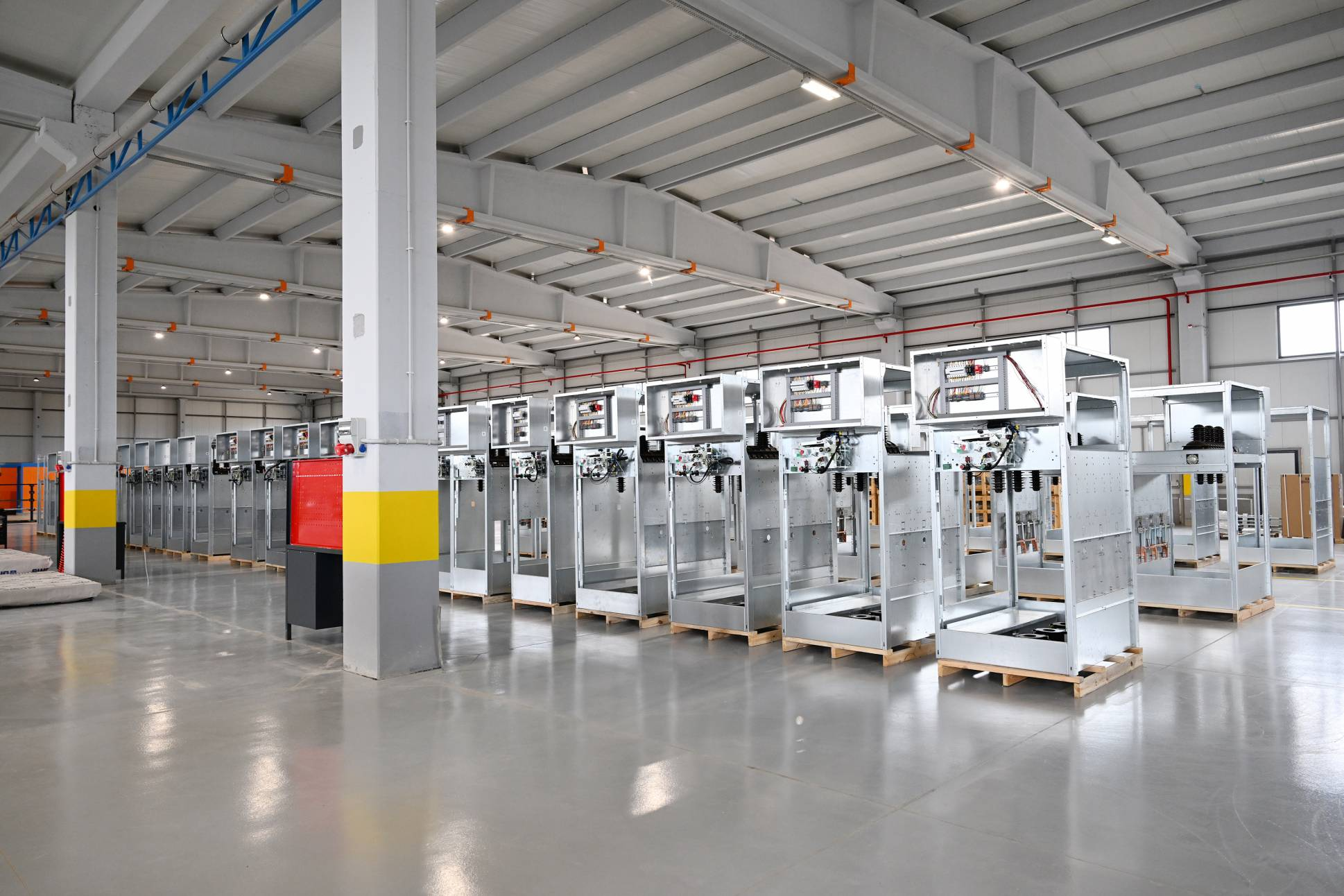
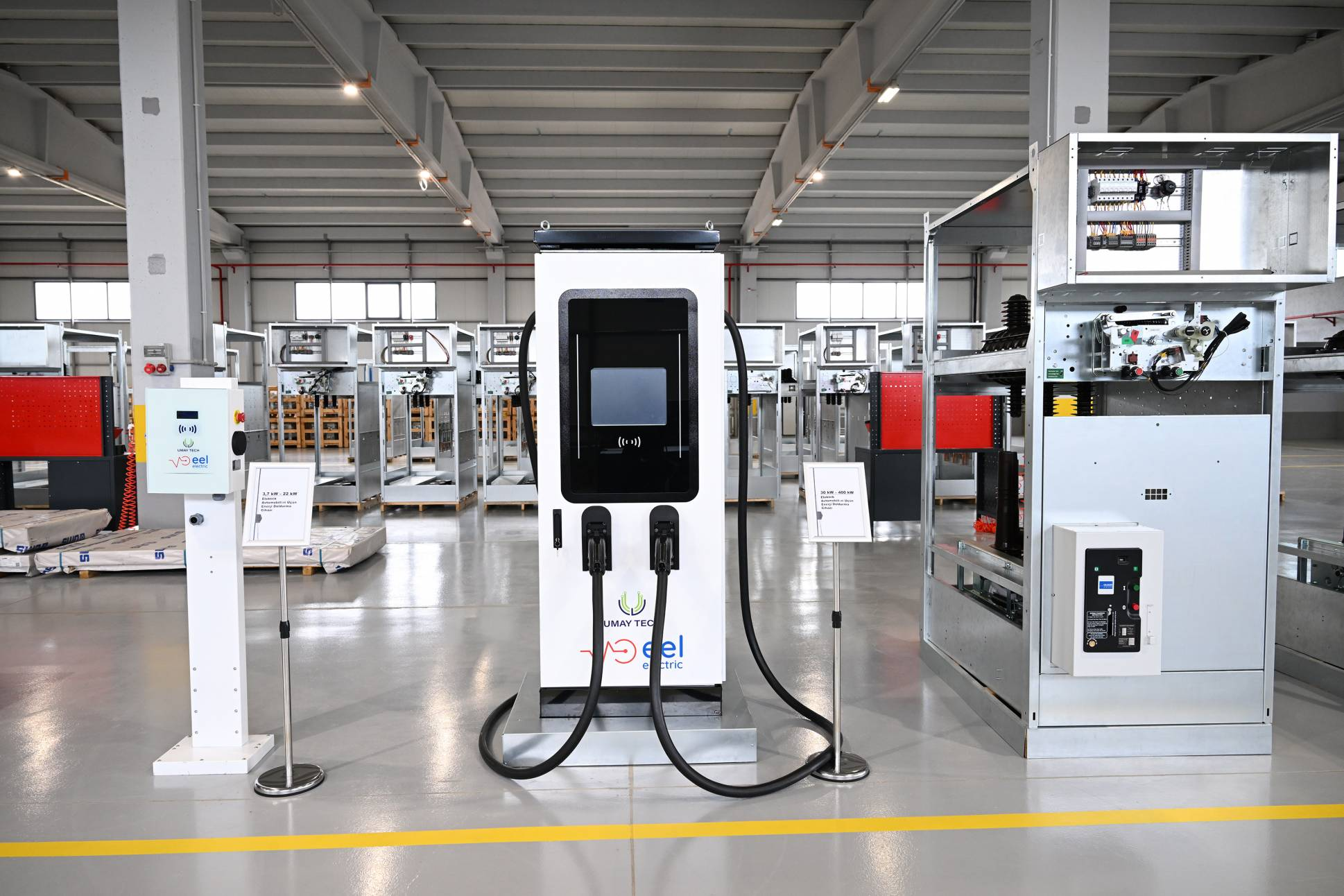
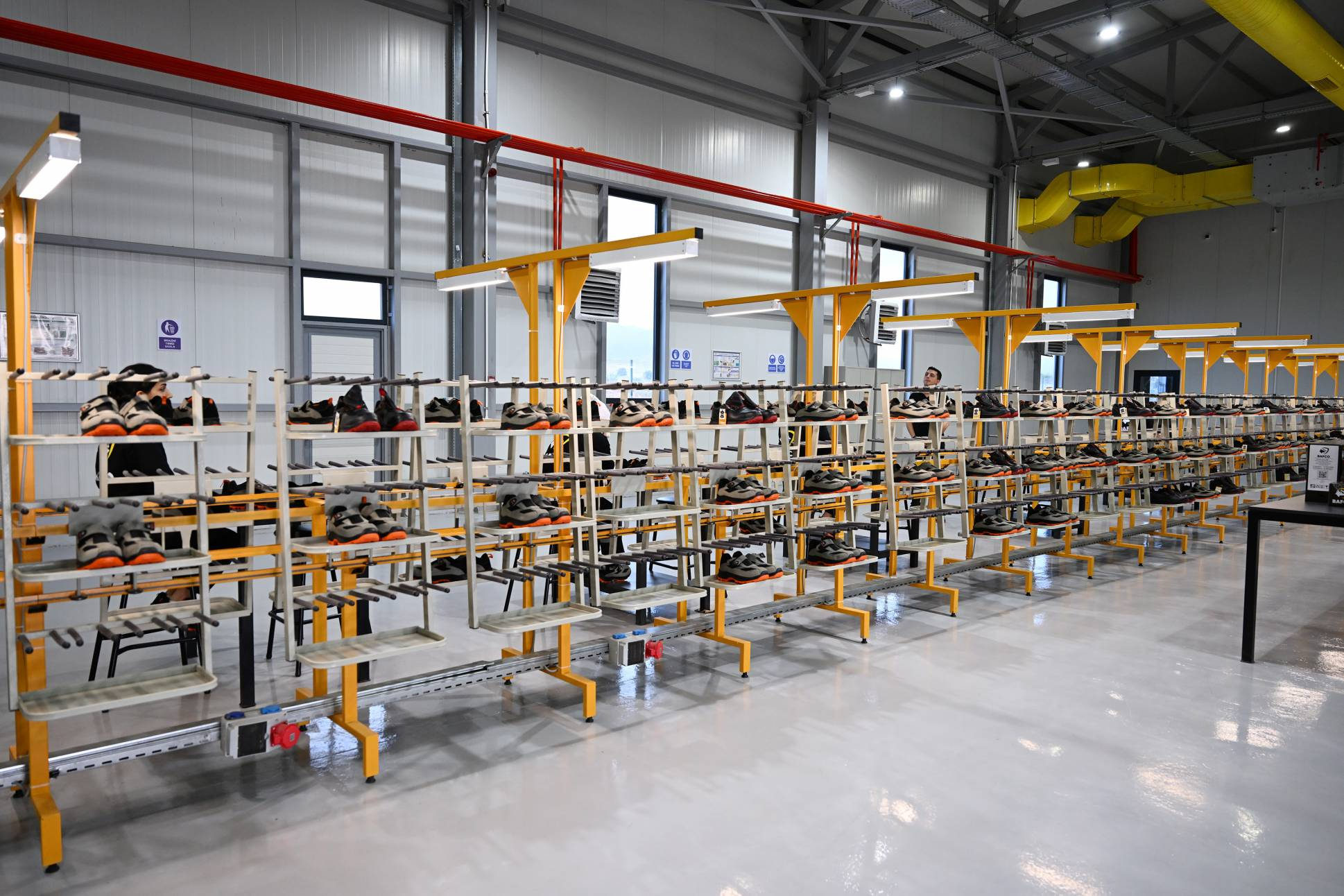
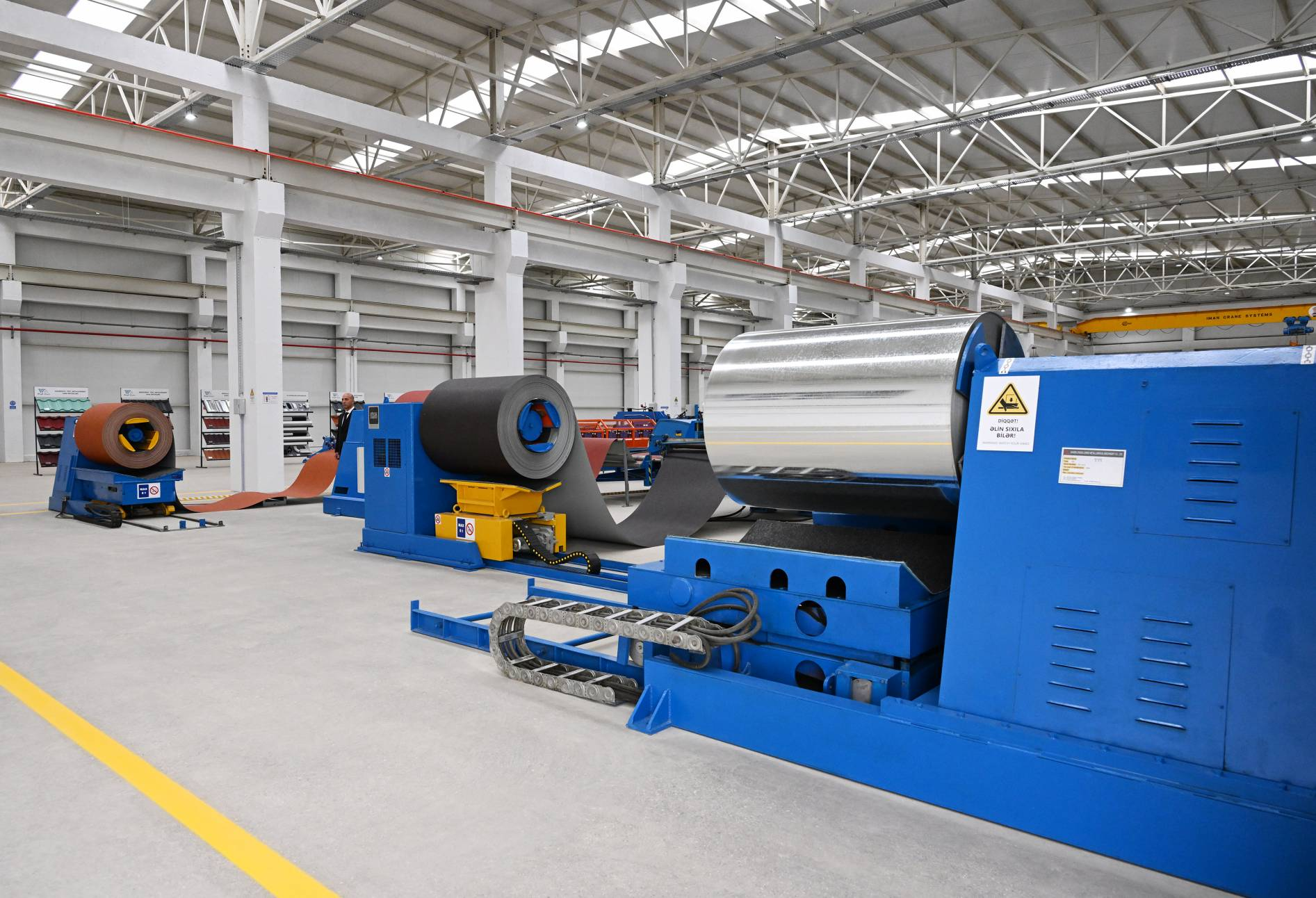

19 сентября 2024 года введено в строй предприятие по производству электрораспределительного оборудования, электрических розеток и бетонных подстанций ООО «Eel Electric». Завод расположен на территории 1,7 гектар. Будет производиться 35 кВ, 10 кВ и 0,4 кВ-ное электрораспределительное оборудование. Планируется производить 600 единиц устройств среднего напряжения, 600 единиц устройств низкого напряжения, 150 единиц моноблочных бетонных подстанций и 140 единиц зарядного оборудования для электромобилей в год.
19 сентября 2024 года открыт завод по производству систем автоматизации и телемеханики ООО «Rail Trans Service». Завод расположен на площади 1,6 гектар. Мощность завода составляет 5 тысяч единиц систем связи и сигнализации, 250 единиц оборудования систем микропроцессорной централизации в год.
19 сентября 2024 года открыт завод по производству обоев ООО «Mister Decor». Площадь завода составляет 1,6 гектар. Мощность завода составляет 2,1 млн штук рулонов обоев в год.
19 сентября 2024 года введён в строй завод по производству вентиляционного, противопожарного оборудования и металлических изделий ООО «Metkons». Завод занимает площадь 1 гектар. Мощность завода составляет 33 тысячи единиц различного оборудования в год.

19 сентября 2024 года открыт завод по производству кровельных покрытий ООО «Prof-Dam». Завод будет осуществлять производство профилированных листов (профлисты), металлочерепичных плит, сэндвич-панелей и различных кровельных аксессуаров для кровельного и фасадного покрытия. Площадь завода составляет 2 гектара. Мощность завода составляет 1,4 млн м2 профлистов, 1 млн м2 металлочерепицы, 1 млн м2 сэндвич-панелей, 2 тыс. тонн кровельных аксессуаров.

### Балаханский промышленный парк

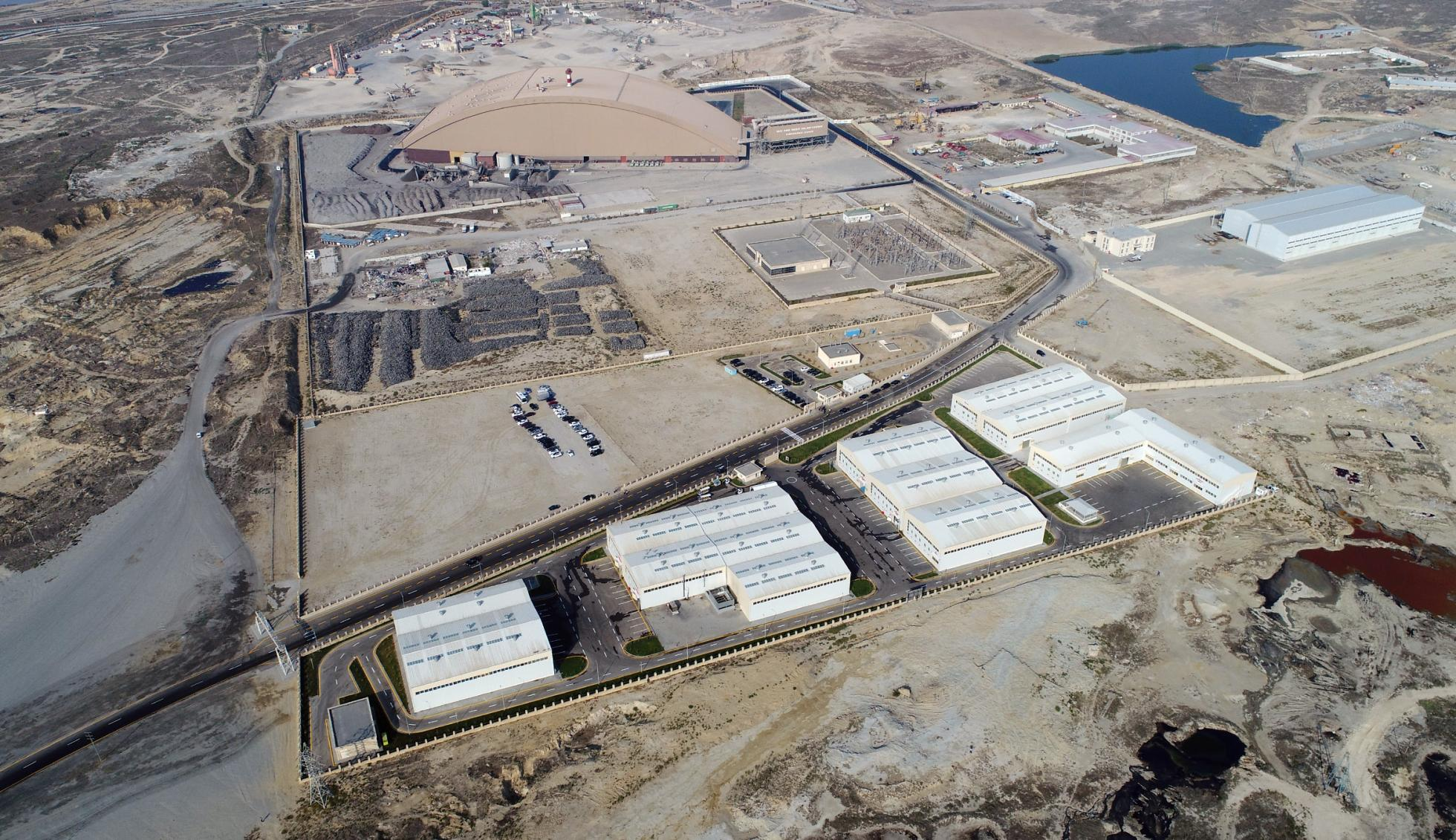
Балаханский промышленный парк

Парк открыт 22 сентября 2017 года в пос. Балаханы на территории 7 гектар. Целью деятельности парка является утилизация и вторичная переработка отходов. Резиденты парка на 10 лет освобождены от налога на прибыль, землю, имущество, налога на добавленную стоимость, таможенной пошлины на технологическое оборудование, ввозимое для производственных целей.
В парке построено 15 производственных зданий ангарного типа.
В парке зарегистрировано 25 резидентов.
В парке осуществляется вторичная переработка отработанных моторных масел, отходных пластиковых бутылок, бумажно-картонных изделий, отходных пластиковых материалов, отходов из губки, производство пластиковой крошки.
С сентября 2017 по март 2024 года в парке произведена продукция на сумму 229 млн манат. Экспортирована продукция на сумму 23 млн. манат.

### Гаджигабульский промышленный парк
25 июля 2017 года создан Гаджигабульский промышленный квартал. Открытие квартала состоялось 20 апреля 2021 года. Территория квартала составляла 60 гектар. 12 июня 2024 года квартал преобразован в парк.Для расширения парка выделена территория дополнительно в 40 гектар.
На территории парка планируется построить солнечную электростанцию мощностью 2,5 МВт. для обеспечения электроэнергией объектов квартала.
На август 2025 года в парке действует 13 резидентов и 5 нерезидентов.
С начала создания парка произведено продукции на сумму 345,6 млн манат. Из них продукция на сумму 5,4 млн манат экспортирована.

### Нахичеванский промышленный парк
Создан 5 декабря 2024 года. Расположен в юго-западной зоне г. Нахичевань на территории 310 гектар.

## Промышленные кварталы
Промышленный квартал — территория, обладающая необходимой для осуществления предпринимательской деятельности инфраструктурой, используемая малыми и средними предпринимателями для производства и оказания услуг. Промышленные кварталы представляют значимость с точки зрения сокращения затрат, выделяемых на развитие инфраструктуры при организации производственных процессов, укрепления кооперационных связей, развития малого и среднего предпринимательства.
Под управлением Агентства развития экономических зон находятся 4 промышленных квартала:
- Масаллинский промышленный квартал
- Нефтечалинский промышленный квартал
- Сабирабадский промышленный квартал

Масаллинский промышленный квартал создан 13 июня 2016 года. 18 сентября 2018 года состоялось открытие квартала. Территория квартала составляет 10 гектар.
Сабирабадский промышленный квартал создан 27 ноября 2017 года. 28 ноября 2017 года начато строительство квартала. Территория квартала составляет 20,3 гектар.

### Нефтечалинский промышленный квартал
2 февраля 2015 года подписано распоряжение о создании на территории Нефтечалинского района Нефтечалинского промышленного квартала. Открытие квартала состоялось 24 сентября 2017 года. Территория квартала составляет 10 гектар. В квартале действуют семь производственных участков.
На сентябрь 2017 года в квартале действовало девять предприятий, в том числе совместный автомобильный завод ОАО «Азермаш» и «Iran Khodro», Нефтечалинское предприятие по производству рыбного корма, ООО «Меtаk» (производство изделий из пластика, в том числе тары сельскохозяйственного назначения), ООО «Gilan PİVOT» (производство систем кругового орошения), ООО «Tоğrul-2008» (производство полиэтиленовых труб для орошения), ООО «Providence Limited» (сборка школьных зданий модульного типа), ООО «Azproduct» (переработка и консервирование рыбы), ООО «Sun Rise Prodaction» (производство бумажных стаканов и напитков).
Мощность совместного предприятия ОАО «Азермаш» и «Iran Khodro» составляет 10 000 автомобилей в год. 25 % в совместном предприятии принадлежит «Iran Khodro». На заводе планируется производить автомобили моделей «Runna», «Samand», «Soren», «Dena», «Peugeot-206», «Peugeot-207», «Renault-Tondar», «Renault-Pickup». На сентябрь 2017 года продано 4 000 автомобилей.
Мощность Нефтечалинского предприятия по производству рыбного корма составляет 25 000 тонн в год.
Мощность ООО «Меtаk» — 2 млн тары в год. Мощность ООО «Gilan PİVOT» — 60-80 оросительных систем в год. Мощность ООО «Tоğrul-2008» — 360 тонн в год. Мощность ООО «Azproduct» — 7 миллионов условных консервных банок и 500 тонн замороженной свежей рыбы в год.
С момента создания по октябрь 2024 года в квартале произведено продукции на сумму 180 млн манат. Экспортировано продукции на сумму 1 млн манат.

## Агропарки
Начиная с 2014 года в рамках государственного-частного партнёрства был дан старт созданию 51 агропарка на 240 тысяч гектар в 32 районах Азербайджана.
На территории 190 тысяч гектар созданы 44 агропарка. 35 агропарков специализируются на растениеводстве, 14 — на растениеводстве и животноводстве, 1 — на животноводстве, еще один — на сортировке-упаковке, переработке и логистике.
Указом Президента Азербайджана Республики №1505 от 21 декабря 2021 года утверждено типовое положение об агропарках.
С января 2023 года Агентством развития экономических зон, которое осуществляет управление агропарками, осуществляются работы по ведению реестра агропарков, выдаче свидетельств о регистрации резидента агропарка юридическим и физическим лицам.

### Евлахский агропарк
На территории Евлахского района создан Евлахский пилотный агропарк. Строительство парка начато 25 августа 2020 года. Открытие парка состоялось 4 декабря 2021 года. В октябре 2024 года начат второй этап строительства агропарка.
Площадь парка составляет 2807 гектар. Производственная мощность — более 20 000 тонн фруктов, 20 млн штук племенных яиц, 1 млн саженцев.
В парке размещены малые и средние фермерские хозяйства. Действуют климатические станции, камеры и сенсоры влажности почвы. На июнь 2025 года в парке действуют 36 резидентов.
1 185 гектар парка занимают многолетние насаждения, 1 298 гектар — однолетние, 141 гектар — промышленные зоны, 183 гектара — коммуникационные линии и защитные полосы.

## Алятская свободная экономическая зона
Строительство зоны начато 1 июля 2021 года.
Общая площадь зоны — 850 гектар. На въезде на территорию зоны установлены таможенно-пропускные пункты. 9 июня 2023 года открыт первый этап на территории площадью 60 гектар.
Вблизи зоны расположен Бакинский международный морской торговый порт.
Применяемые льготы:
- Инвесторы освобождены от налога на добавленную стоимость, налога у источника выплаты, налога на прибыль и корпоративного налога
- Не применяются таможенные пошлины и налоги при импорте и экспорте из зоны
- С работников, чья месячная заработная плата составляет до 8 тысяч манат, не взимается подоходный налог
- Выплаты по социальному страхованию для высококвалифицированных иностранных работников — добровольные, для местных работников — обязательные
- Отсутствие ограничений на владение собственностью иностранными юридическими и физическими лицами
- Отсутствие требований для иностранных инвесторов иметь местных партнеров и быть акционером
- Отсутствие ограничений на валютные операции или репатриацию прибыли
- Имущество инвесторов ни при каких обстоятельствах не может быть национализировано

На июль 2023 года 4 иностранных инвестора получили статус резидента.
Hell Energy LTD (Венгрия) осуществит постройку завода по производству алюминиевых банок мощностью 700 млн единиц банок в год. Первоначальная мощность составит 415 млн единиц банок / год. Также будут созданы цеха по разливу напитков. Стоимость проекта — 211 млн долл. США.
BioPharmax (Израиль) планирует производить более 50 наименований фармацевтических препаратов.

## Показатели
На 1 января 2024 года статус резидента промышленных зон получили 142 субъекта предпринимательства. Всего предпринимателями инвестировано 6,6 млрд манат. Произведено продукции на 12,1 млрд манат.
С 2021 по 2024 год реализовано продукции на сумму 11,64 млрд манат. Из них экспортировано продукции на 4,08 млрд манат.
Продукция экспортируется в более 65 стран мира.

### 2020
В 2020 году произведено продукции на 1,1 млрд. манат, экспортировано произведённой продукции на 240 млн. манат.

### 2023
На июль 2023 года статус резидента промышленных зон Азербайджана получил 131 субъект предпринимательства. Из них 68 организаций приступили к выпуску продукции.
В 2023 резидентами промышленных зон и кварталов стали 26 субъектов предпринимательства.
За 2023 год предпринимателями промышленных зон реализована продукция на сумму 3,3 млрд манат. Из них 989 млн манат приходится на экспорт.

### 2024
В 2024 году в свободных экономических зонах произведено продукции на сумму 3,3 млрд манат. Из них экспортировано продукции на сумму 1,1 млрд манат.